# Friedrich Welsch

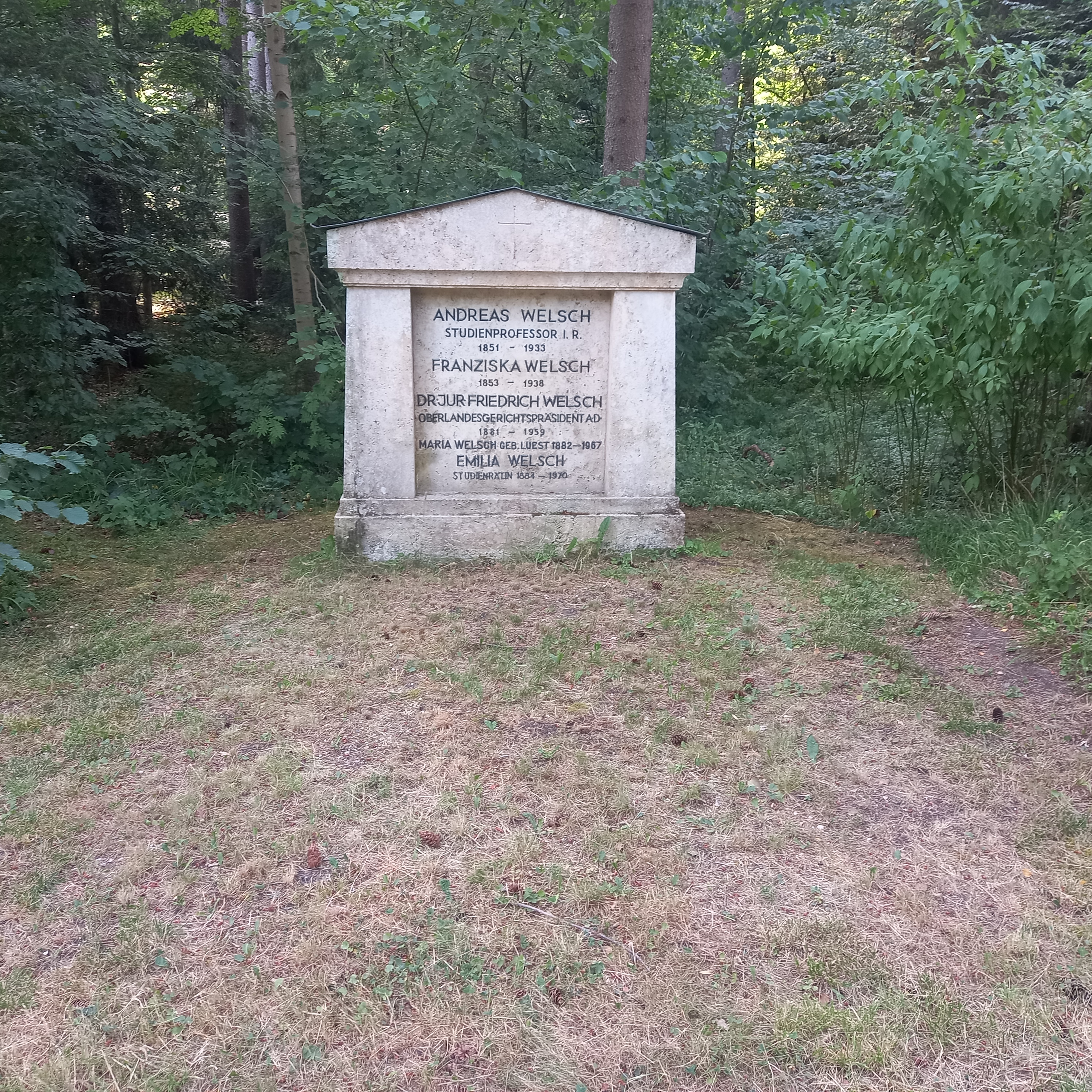
Das Grab von Friedrich Welsch und seiner Ehefrau Maria geborene Luest im Familiengrab auf dem Waldfriedhof (München)

Friedrich Welsch (* 26. Februar 1881 in Landshut; † 1959) war ein deutscher Jurist und Gründungspräsident des Bayerischen Verfassungsgerichtshofes.

## Leben
Der Sohn eines Studienprofessors absolvierte das Gymnasium in Landshut. Nach dem Studium der Rechtswissenschaften und Promotion an der Universität Erlangen absolvierte er im Dezember 1908 die Große Juristische Staatsprüfung. Von 1909 bis 1911 war er juristischer Hilfsarbeiter und dann Rechtsanwalt in Straubing tätig. Ab dem 1. April 1911 trat er in den bayerischen Staatsdienst ein und war Dritter Staatsanwalt beim Landgericht Traunstein, dann vom 1. Mai 1914 bis 30. November 1919 Amtsrichter am Amtsgericht München. Von August 1914 bis Oktober 1917 war er Kriegsteilnehmer und dann bis Ende 1918 im Reichsamt des Innern (Reichsentschädigungskommission) beschäftigt. Vom 1. Dezember 1919 bis 31. Oktober 1925 war er Zweiter Staatsanwalt am Landgericht München I, vom 1. November 1925 bis 30. April 1930 Landgerichtsrat am Landgericht München I, vom 1. Mai 1930 bis 31. Mai 1933 Oberstaatsanwalt beim Landgericht Augsburg und ab dem 1. Juni 1933 Direktor am Landgericht München I. In seinen politisch oft heiklen Prozessen und Vergleichen machte er den herrschenden Nationalsozialisten keine Konzessionen. Vom Gesetz zur Befreiung von Nationalsozialismus und Militarismus (BefrG) nicht betroffen, wurde er am 1. August 1945 kommissarischer Präsident des Landgerichts München I und am 1. Dezember 1945 Präsident des Oberlandesgerichts München. Am 17. Juli 1947 erfolgte die Wahl zum Präsidenten des Bayerischen Verfassungsgerichtshofes durch den Bayerischen Landtag. Die frühe Rechtsprechung des Bayerischen Verfassungsgerichtshofes unter Welsch legte den Grundstein für die verfassungsrechtliche Verhältnismässigkeitsprüfung in Deutschland. Welschs Versetzung in den Ruhestand erfolgte zum 1. August 1953.

## Auszeichnungen
- Großes Verdienstkreuz des Verdienstordens der Bundesrepublik Deutschland (30. November 1953)